# Vodorovné ocasní plochy

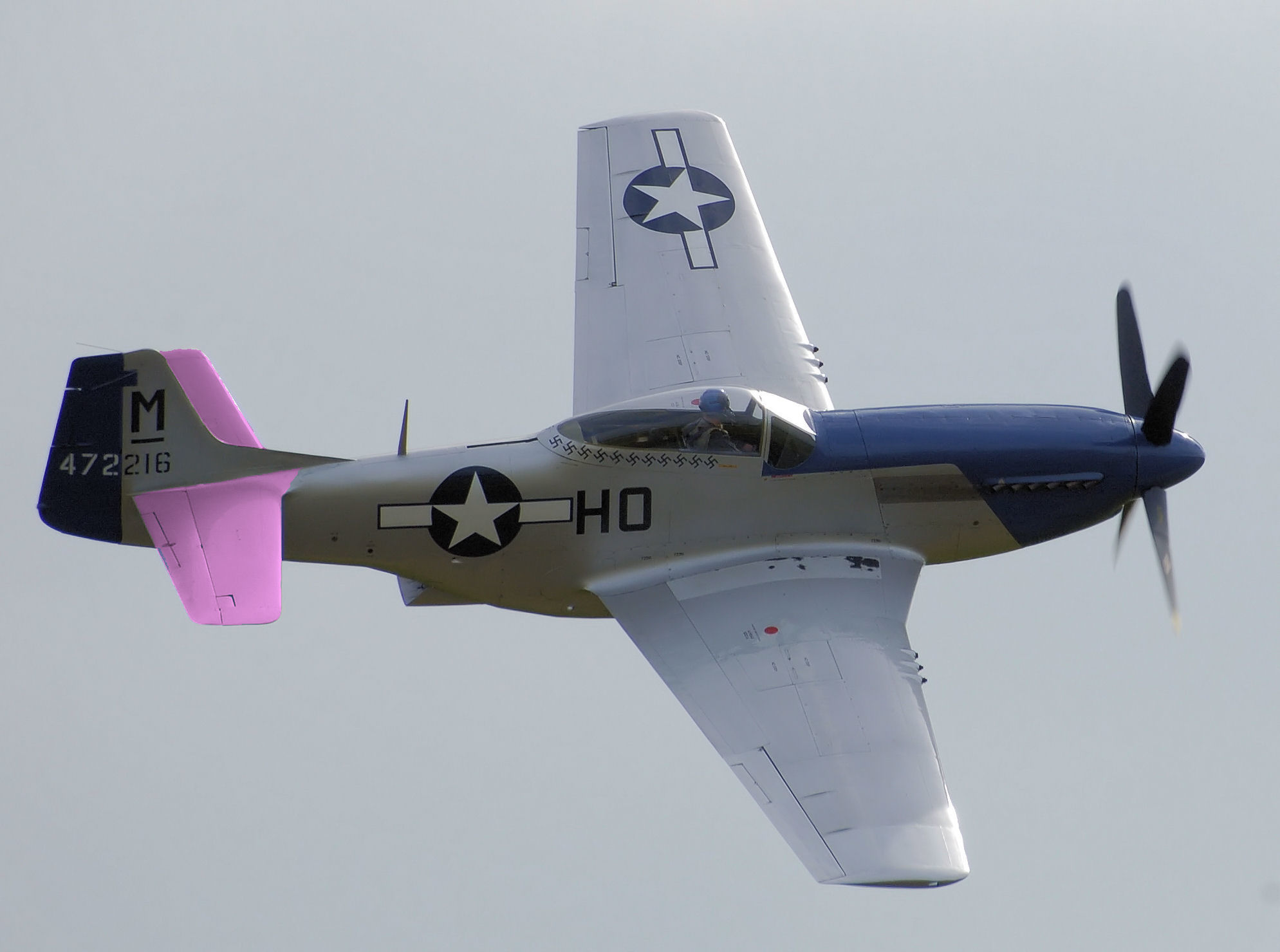
Vodorovné ocasní plochy P-51 Mustang (purpurově)

Vodorovné ocasní plochy (VOP) jsou část draku letadla. Skládají se z pevné nepohyblivé části - stabilizátoru a pohyblivé části - výškového kormidla. Celková mohutnost těchto ploch má vliv na podélnou stabilitu letadla. Při ustáleném letu působí ocasní plochy zpravidla negativním vztlakem (silou směrem dolů), a tak vyvažují těžší přední část letadla.

## Funkce ocasních ploch

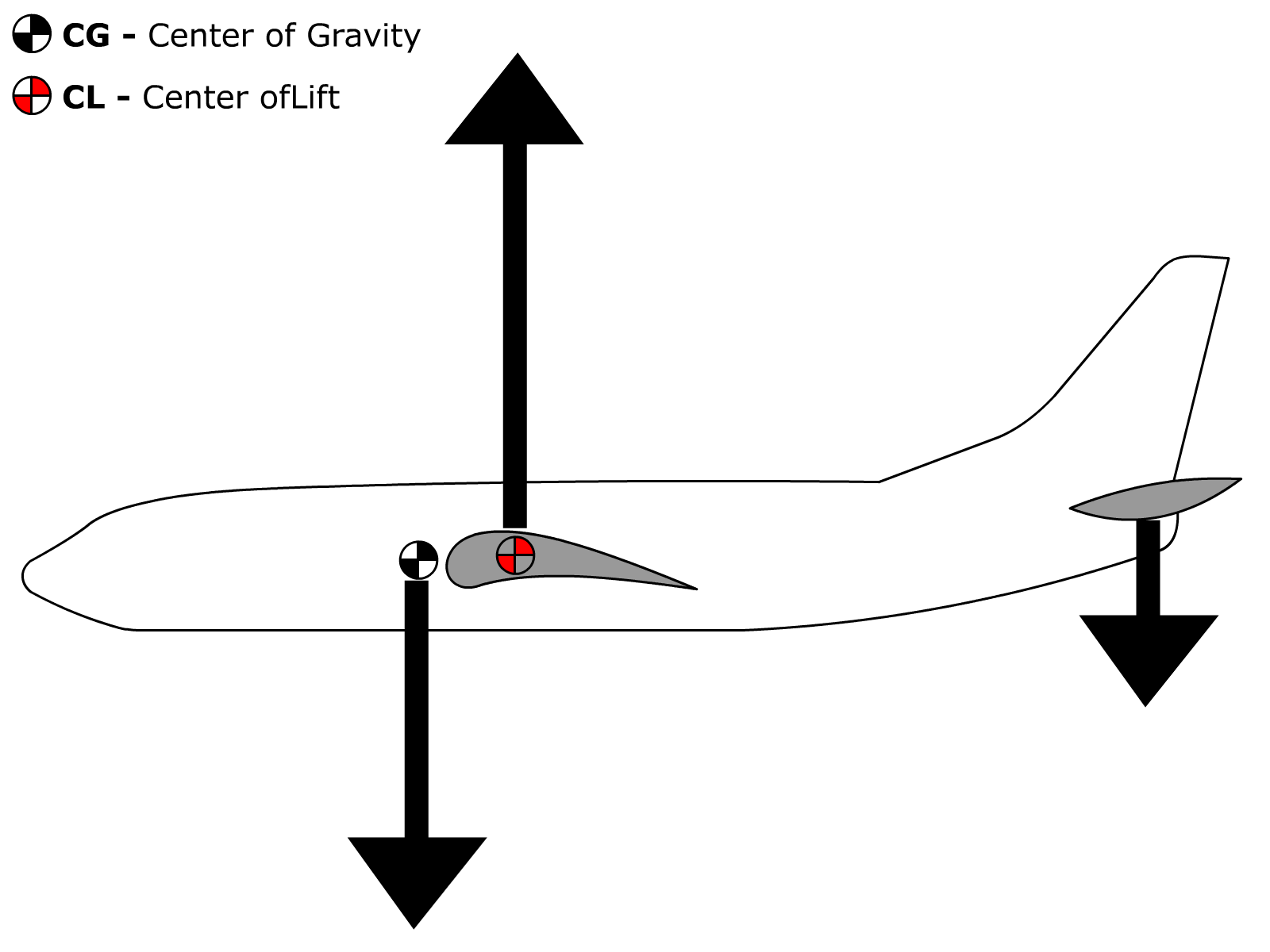
Rovnováha sil

Letadlo klasické konstrukce je za letu neseno aerodynamickým vztlakem, vznikajícím na křídle. Příďová část a ocas nemají obecně stejnou hmotnost a bez ocasních ploch by se letoun (stejně jako houpačka) překlápěl těžší, příďovou částí dolů . Tento klopný moment vyvažují ocasní plochy a v ustáleném letu udržují podélnou osu stroje blízko vodorovné polohy. VOP tedy vytváří záporný vztlak a tlačí ocas směrem dolů.

### Stabilizace polohy letounu
Pokud dojde působením vnějších vlivů (poryvu větru apod.) k změně podélného sklonu letounu, VOP plochy mají tendenci samočinně vrátit stroj do původní polohy. Pokud se například zvedne nos letounu nahoru (ocas se sklopí dolů), změní se úhel ofukování VOP (větší nápor na spodní plochu), což má za důsledek pozvednutí ocasu do původní polohy. Část VOP, která slouží převážně stabilizaci letounu, se nazývá horizontální stabilizátor a zpravidla tvoří výrazně větší, přední část VOP.

### Řízení podélného sklonu
Řízení podélného sklonu letadla je nezbytné z dvou důvodů:
- V ustáleném vodorovném letu je třeba udržovat právě takový úhel náběhu křídla, aby se výsledný vztlak přesně rovnal tíze stroje [pozn. 2].
- Při změně výšky se stlačením ocasu dolů nebo pozvednutím nahoru upraví úhel náběhu tak, aby výsledná vztlaková síla byla větší (stoupání), nebo menší (klesání), než je tíha stroje.

Pohyblivé plošky na odtokové hraně VOP, které mění velikost (záporných) vztlakových sil, nazýváme výškovým kormidlem nebo zkráceně výškovkou.

### Stabilizace rychlosti
Pokud z nějakého důvodu dojde k poklesu rychlosti, ocasní plochy přestanou vytvářet tak velký záporný vztlak , letoun se poněkud sklopí nosem dolů, začne klesat a rychlost se tím zvýší . Tato závislost platí i naopak.

## Výšková kormidla

Ztráta účinnosti VOP

Výšková kormidla jsou pohyblivé plochy umístěné obvykle na zadní straně ocasních ploch za stabilizátorem, které slouží k podélnému (výškovému) řízení. U malých letadel bývají ovládána přímo (například lanky) od polohy řídící páky, u velkých letadel bývá pohyb obvykle hydraulicky posilován. Pro zmenšení potřebné síly může být výškovka vybavena vyvažovacími ploškami, které se ovládají od řídící páky v opačném směru a vzniklou aerodynamickou silou pak plošky hýbou vlastní výškovku.
Výšková kormidla se hmotnostně vyvažují, aby nedocházelo k nežádoucímu rozkmitání ocasní části (flutter).
V nezvyklých polohách se VOP mohou (zejména u ocasních ploch tvaru T) dostat do úplavu za hlavním křídlem, což následně může omezit schopnost letadla se z této nezvyklé polohy dostat.

## Stabilizátor
Stabilizátor, jehož hlavní úkol je zajišťovat podélnou stabilitu letounu, bývá často přestavitelný proto, aby k udržení vodorovného letu nebylo třeba vychylovat výškovku a působit silou na řídicí páku. U velkých letadel (dopravních apod.) bývá stabilizátor zpravidla přestavován motorem (elektrickým, hydraulickým), např. převodem se závitovou hřídelí s maticí. Toto přestavování (trimování) může být prováděno i automaticky, pokud je řídící páka držena delší dobu mimo neutrální polohu.

## Typy
| Uchycené do trupu | Křížové | Ve tvaru do T | Plovoucí |